# Vicenta Arenas Mayor
Vicenta Arenas Mayor (Gandia, 26 de enero de 1975) es una deportista española que compitió en golbol. Es ciega. Participó en los Juegos Paralímpicos de Barcelona 1992 y Atlanta 1996 donde el equipo español obtuvo el diploma olímpico quedando en la cuarta posición.